# Wrightoporia perplexa
Wrightoporia perplexa är en svampart som beskrevs av Ryvarden 1989. Wrightoporia perplexa ingår i släktet Wrightoporia och familjen Bondarzewiaceae.   Inga underarter finns listade i Catalogue of Life.